# Відрадне (Ніжинський район)
Відра́дне — село в Україні, у Макіївській сільській громаді Ніжинського району Чернігівської області. Населення становить 127 осіб. До 2020 орган місцевого самоврядування — Степовохутірська сільська рада.

## Історія
З мапи Шуберта 1869 року дізнаємось, що на місці села вже існував безіменний хутір на три хати. На мапі Стрельбицького 1871 року позначений як х.Веничок. На мапі РСЧА 1935 року на території села позначені два хутори - Запоріжжя і Петровський.  В переліку населених пунктів Носівського району у 1946 році має назву хутір Запоріжжя.